# Lerista miopus
Lerista miopus — вид сцинкоподібних ящірок родини сцинкових (Scincidae). Ендемік Австралії.

## Поширення і екологія
Lerista miopus мешкають на західному узбережжі Західній Австралії, від Пойнт-Мюрата на південь до міста Джуріен-Бей. Типова місцевість розташована в районі міста Джералдтон і затоки Чемпіон.